# Cieux
Cieux település Franciaországban, Haute-Vienne megyében. Lakosainak száma 1001 fő (2022. január 1.). Cieux Blond, Oradour-sur-Glane, Chamboret, Javerdat, Montrol-Sénard, Peyrilhac és Vaulry községekkel határos.

## Népesség
A település népességének változása:
| Lakosok száma | 946  | 973  | 999  | 989  | 993  | 1002 | 1002 | 1001 | 1001 |
|               | 2013 | 2015 | 2016 | 2017 | 2018 | 2019 | 2020 | 2021 | 2022 |